# Touch and Go Records
Touch and Go Records ist ein 1980 gegründetes US-amerikanisches Musiklabel, welches vor allem durch Veröffentlichungen von Bands aus dem Genre Hardcore Punk bekannt geworden ist.

## Geschichte
Die Wurzeln von Touch and Go Records liegen in einem gleichnamigen Fanzine, welches seit 1979 von Tesco Vee und Dave Stimson in East Lansing, Michigan, produziert wurde. Im Jahre 1980 plante eine befreundete Band aus Ohio, die Necros, eine Single herauszubringen. Vee tauschte per Post Platten und Kassetten mit Ian MacKaye, der in Washington das Label Dischord Records gegründet hatte. Von MacKaye beeindruckt beschlossen Vee und Stimson, die Necros-Single auf einem neu zu gründenden Label unter Federführung des Fanzines zu tun. In der Anfangszeit wurde Touch and Go Records von Corey Rusk, dem Bassisten der Necros, und Tesco Vee gemeinsam geführt. Als Vee jedoch 1982 nach Washington umzog, übernahm Rusk das komplette Management der Firma. In der Anfangszeit lag der Schwerpunkt der Veröffentlichungen bei Bands aus dem Genre Hardcore Punk wie den Necros, den Meatmen und Negative Approach. 1983 zog Rusk mit seinem Label nach Detroit um und begann nun, das Spektrum der Firma mit Bands wie den Butthole Surfers, Big Black, Scratch Acid, den Didjits, Die Kreuzen u. a. zu verbreitern, zusätzlich betrieb er dort einen erfolgreichen Club.
Nach einigen Jahren erfolgte ein Umzug nach Chicago; in der Folge erschienen Schallplatten von The Jesus Lizard, Slint, Urge Overkill u. a., gleichzeitig begann man, für andere Plattenfirmen den Vertrieb zu übernehmen. 1990 wurde ein weiteres Label, Quarterstick Records, gegründet, auf dem Platten von Henry Rollins, Calexico u. a. erschienen. Spätere erfolgreiche Veröffentlichungen bei Touch and Go kamen u. a. von Shellac, Man or Astro-man?, den Mekons, Girls Against Boys und den Yeah Yeah Yeahs.
Die Geschäftspolitik von Touch and Go bestand darin, dass die Einnahmen (nach Abzug von Produktions- und Promotionskosten) zu gleichen Teilen zwischen Label und Bands geteilt wurden. Diese Vereinbarung wurde per Handschlag besiegelt. Diese Vorgehensweise wurde 1995 von den Butthole Surfers kritisiert, die unzufrieden mit der Vermarktung ihrer früheren Veröffentlichungen durch das Label waren und einen höheren Anteil forderten. Sie verklagten 1999 Touch and Go auf Herausgabe der Rechte, da nach ihrer Ansicht keine Vertragslaufzeit vereinbart worden war und der Vertrag folglich durch sie gekündigt werden könnte; das Label berief sich auf die US-amerikanische Copyright-Gesetzgebung, die ihnen für 35 Jahre das Copyright zusicherte. Das Gericht gab der Band recht; seitdem werden die Vertragsbedingungen schriftlich fixiert. Auch viele andere Plattenlabel, die eine ähnliche Geschäftspolitik verfolgten, waren gezwungen, ihre Vertragsbedingungen nun schriftlich festzuhalten.
Vom 8. bis 10. September 2006 fand in Chicago das „Touch & Go Records 25th Anniversary“ - Festival statt, bei dem unter anderem Big Black, Shellac und Scratch Acid spielten.

## Katalog (Auszug)
- Angry Red Planet
- Arcwelder
- Arsenal
- Bedhead
- Big Black
- Blight
- The Black Heart Procession
- Blonde Redhead
- Brainiac
- Brick Layer Cake
- Butthole Surfers
- Calexico
- Cargo Cult
- Cash Audio
- Chrome
- CocoRosie
- Daddy Longhead
- The Delta 72
- Didjits
- Dirty Three
- Don Caballero
- The Effigies
- Enon
- The Ex
- The Fix
- Flour
- The For Carnation
- Girls Against Boys
- The Jesus Lizard
- Die Kreuzen
- Killdozer
- L-Seven
- Laughing Hyenas
- Lee Harvey Oswald Band
- Man or Astro-man?
- The Meatmen
- Monorchid
- Naked Raygun
- Necros
- Negative Approach
- The New Year
- New Wet Kojak
- Nina Nastasia
- Phono-Comb
- P. W. Long
- Pinback
- Polvo
- Quasi
- Rachel’s
- Rapeman
- Red Stars Theory
- Rollins Band
- Scratch Acid
- Seam
- Shellac
- Silkworm
- Silverfish
- Skull Kontrol
- Slint
- The Standard
- Storm & Stress
- Supersystem
- Tar
- Ted Leo and the Pharmacists
- Three Mile Pilot
- Sally Timms
- TV on the Radio
- Urge Overkill
- Uzeda
- Violent Apathy
- Virgin Prunes
- Wuhling
- Yeah Yeah Yeahs
- Zu